# Рукав Наугольника

Схема спиральной структуры Млечного Пути

Рукав Наугольника (англ. Norma arm) — малый спиральный рукав Млечного Пути, наиболее изученная часть которого расположена во внутренней относительно орбиты Солнца области Галактики. Внутренняя часть рукава называется рукавом Наугольника в узком смысле понятия. Внешнюю часть спирального рукава иногда связывают с рукавом Лебедя, расположенным во внешней части Галактики относительно рукава Персея, но иногда связывают и с Внешним рукавом, лежащим за рукавом Лебедя. Рукав Наугольника начинается на расстоянии около 2,2 кпк от центра Галактики и простирается до расстояний около 15,5 ± 2,8 кпк. Своё название спиральный рукав получил в честь созвездия Наугольника, через которое рукав проходит в проекции на небо Земли.
Как и многие другие галактики аналогичного типа, Млечный Путь состоит из большого количества звёзд, сформировавших диск вследствие влияния гравитации. Диск вращается, при этом угловая скорость вращения отдельных объектов тем больше, чем ближе к центральной части галактики находится объект. В целом же существует теория о том, что спиральные рукава не являются материальными образованиями, но представляют собой области повышенной плотности, напоминающие по сути идеи затор на дороге. Вследствие наличия локальных гравитационных неоднородностей возможно возникновение нескольких отдельных спиральных ветвей, каждая из которых представляет собой область с повышенной концентрацией звёзд.